# شائولین آمریکایی
شائولین آمریکایی (به انگلیسی: American Shaolin) یک فیلم رزمی آمریکایی محصول سال ۱۹۹۲ به کارگردانی لوکاس لو با بازی ریس مادیگان، ترنت بوشی، دنیل دای کیم و کیم چان است.

## داستان
یک استاد هنرهای رزمی پس از تحقیر شدن در رینگ توسط یک کیک‌بوکسور کثیف که شورتش را پایین می‌آورد و سپس به او ضربه می‌زند، تصمیم می‌گیرد به چین سفر کند و وارد صومعه‌ای شود که در آنجا ممکن است شکل مبارزه شائولین را بیاموزد.